# سوگند (فیلم ۱۹۹۱)
سوگند (به هندی: Saugandh)یا غرور فیلمی محصول سال ۱۹۹۱ و به کارگردانی راج ان. سیپی است. در این فیلم بازیگرانی همچون آکشی کومار، راکهی گولزار، شانتی‌پریا، روپا گانگولی، موکش خانا، بینا بانرجی ایفای نقش کرده‌اند.